# Підлипецька сільська рада
| Підлипецька сільська рада — колишній орган місцевого самоврядування у Золочівському районі Львівської області з адміністративним центром у с. Підлипці. Історична дата утворення: в 1939 році. Водоймища на території, підпорядкованій даній раді: річка Золочівка. Сільській раді підпорядковані населені пункти: - с. Підлипці - с. Дерев'янки - с. Кам'янисте - с. Новоселище - с. Осовиця - с. Плугів - с. Руда - с. Тростянець |

## Склад ради
Рада складається з 18 депутатів та голови.

### Керівний склад ради
| ПІБ                     | Основні відомості                                                                                            | Дата обрання | Дата звільнення |
| ----------------------- | --- | ------------ | --------------- |
| Гуменюк Ганна Йосипівна | Сільський голова, 1955 року народження, освіта, позапартійна                                                 | 26.03.2006   | 31.10.2010      |
| Гуменюк Ганна Йосипівна | Сільський голова, 1955 року народження, освіта середня спеціальна, член Всеукраїнського об'єднання «Свобода» | 31.10.2010   |                 |

Примітка: таблиця складена за даними джерела